# Wilhelm von Rosenberg

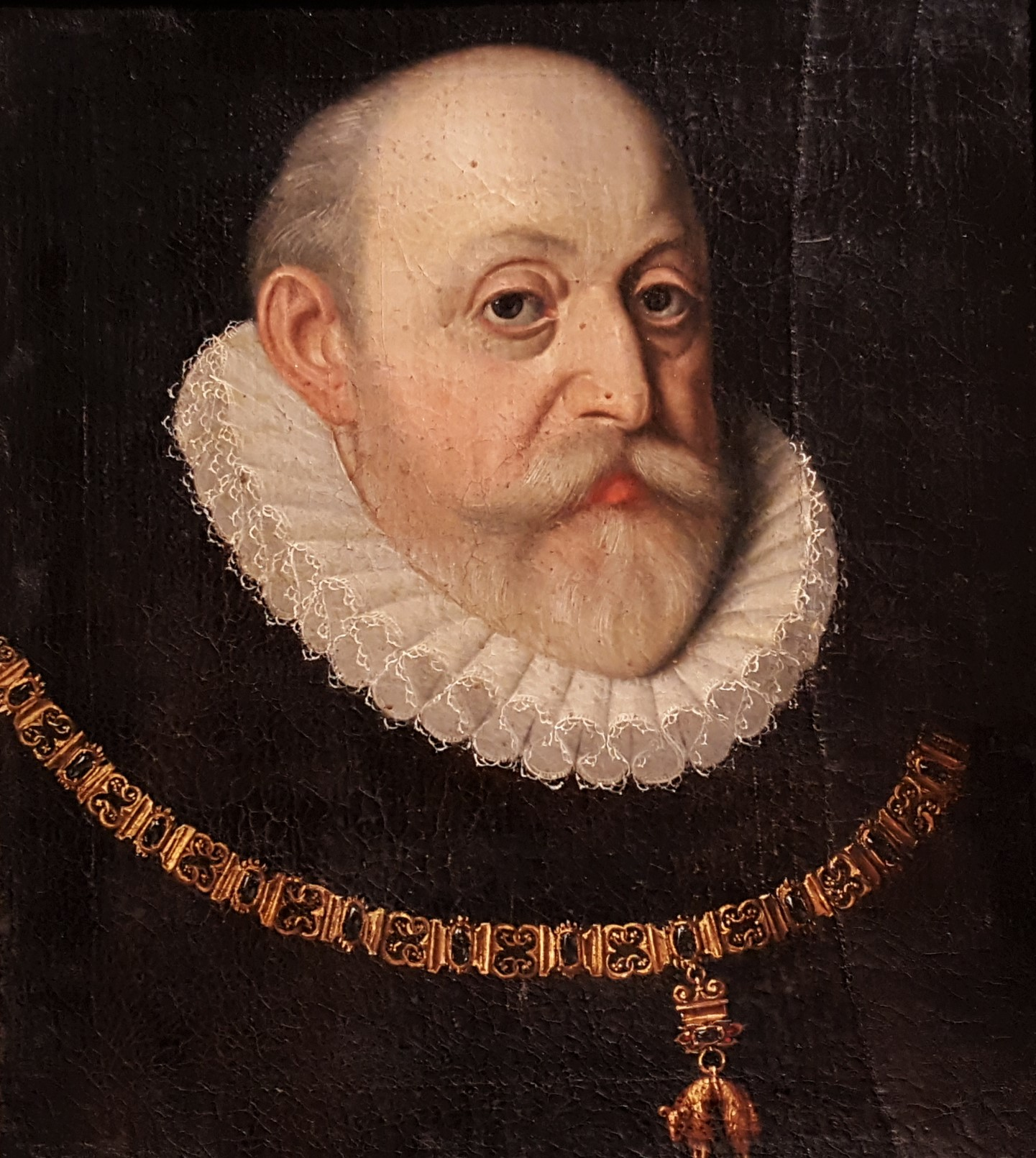
Wilhelm von Rosenberg

Wilhelm von Rosenberg (tschechisch Vilém z Rožmberka; * 10. März 1535; † 31. August 1592) war Oberstlandeskämmerer und Oberster Burggraf von Böhmen.

## Leben
Wilhelm von Rosenberg entstammte dem gleichnamigen Adelsgeschlecht Rosenberg. Seine Eltern waren Jost III. von Rosenberg und dessen zweite Frau Anna von Rogendorf († 1562). Ab dem siebenten Lebensjahr besuchte er die Privatschule des Ernst (Arnošt) Kraiger von Kraigk in Bunzlau, die protestantisch geprägt war. 1544 wechselte er auf die katholische Schule für junge Adelige in Passau, die sich auf dem Hof des Bischofs Wolfgang von Salm befand.
Am 23. April 1551 übernahm der gerade sechzehnjährige Wilhelm nach einer Volljährigkeitserklärung durch Ferdinand I. die Herrschaft über das Familienvermögen. Als Residenz wählte er die Krumauer Burg, die er im Stil der Renaissance umbauen ließ. 1552–1556 führte er mit dem höchsten Kanzler Böhmens, Heinrich IV. von Plauen, einen Rechtsstreit, bei dem es um den Vorrang in der böhmischen Ständegesellschaft ging, nachdem Karl V. Heinrich IV. von Plauen in den Reichsfürstenstand erhobenen hatte, und der mit dem Erfolg Wilhelms endete.
1560 wurde Wilhelm von König Ferdinand zum Oberstlandeskämmerer ernannt. Nachdem er 1566 zum Oberbefehlshaber der böhmischen Heere im Krieg gegen die Türken berufen wurde, formierte er ab dem 10. Juni 1566 bei Znaim eine Armee. Sie sollte das belagerte Szigetvár zurückerobern, welches Wilhelms Schwager Nikolaus Zrinski an die Osmanen verloren hatte. Die Habsburger Armeen sollten sich bei Raab treffen. Zum Kampf kam es nicht, da sich die Türken nach dem Tod von Süleyman I. nach Süden zurückzogen.

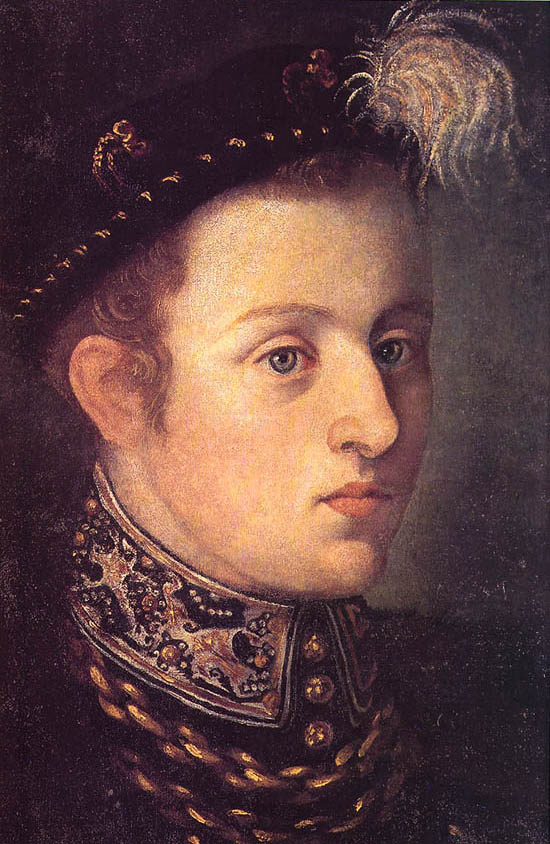
Jugendbildnis

Mit der Ernennung zum Obersten Burggrafen am 26. Mai 1570 erhielt Wilhelm das höchste Amt im Königreich Böhmen. Aufgrund seiner hohen Stellung wurde er mehrmals mit diplomatischen Aufgaben betraut. Zweimal wurde er nach Deutschland gesandt. 1572 verhandelte er mit Kaiser Maximilian II. über die weitere Vorgehensweise der Heiligen Liga im Kampf gegen die Türken. 1574 war er an den Verhandlungen um die kaiserliche Krone für den böhmischen König Rudolf II. beteiligt. In Polen vertrat er die Interessen des Erzherzogs Ernst von Österreich bei dessen Kandidatur zum polnischen König. Obwohl seine Bemühungen scheiterten, gewann er jedoch soviel Sympathien, dass er nach der Flucht des Königs Heinrich von Valois selbst als ernsthafter Kandidat für die polnische Krone gehandelt wurde. Da auch der böhmische König Ansprüche auf den polnischen Thron angemeldet hatte, überließ Wilhelm aus Gründen der Loyalität diesem den Vortritt. König von Polen wurde schließlich der Siebenbürger Fürst Stephan Báthory, der kurz darauf starb. Für seine diplomatischen Vermittlungen wurde Wilhelm 1585 mit dem Goldenen Vlies ausgezeichnet.
Als Sigismund III. Wasa zum neuen polnischen König gewählt wurde, versuchte Maximilian 1587 mit Gewalt die Macht beim östlichen Nachbarn an sich zu reißen. Die Heere des Königs wurden 1588 zurückgeschlagen und Maximilian gefangen genommen. Wilhelm wurde schließlich beauftragt, den Konflikt zu lösen. Nach geheimen Verhandlungen mit Jan Zamoyski gelang es ihm im März 1589, einen Friedensvertrag herbeizuführen.
Neben seinen hohen politischen Ämtern wandte sich Wilhelm auch der Förderung von Wissenschaft, Literatur, Musik und Architektur zu und betätigte sich zusammen mit seinem Bruder Peter Wok von Rosenberg auch als Mäzen. Beide unterstützten die Karlsuniversität und richteten auf ihren Dominien Mittelschulen ein. Die von ihnen angelegte Bibliothek umfasste kostbare Handschriften und Inkunabeln. Mit ihren rund 11.000 Bänden war sie eine der größten Adelsbibliotheken ihrer Zeit. Wie sein Bruder fördert er die Alchemie, auf seinem Schloss wohnten zeitweise (1580er Jahre) Anselmus de Boodt, John Dee und Edward Kelley.
Auf seinen Dominien sorgte Wilhelm von Rosenberg für deren wirtschaftliche und kulturelle Entwicklung. 1565–1575 ließ er das Schloss Třeboň (Schloss Wittingau) durch den Architekten Antonio Ericer im Stil der Renaissance umbauen und um den südwestlichen Flügel, das Eingangstor und einen Turm erweitern. Der von seinem Onkel Peter errichtete Rosenbergpalast auf der Prager Burg wurde unter Wilhelm 1573 nach Plänen von Ulrico Aostalli erweitert. In dem 1577 erworbenen Raudnitz ließ er die Burg und die Elbbrücke erneuern.
1580 tauschte Wilhelm Seltschan und Křepenice mit seinem Wirtschaftsverwalter Jakob Krčín von Jelčany, von dem er das große Wildgehege und den Hof Rohn (Leptáč) bei Netolice erhielt. Dort errichtete Wilhelm 1583–1589 das Schloss Kratochvíle (Schloss Kurzweil), das zu den bedeutendsten Renaissance-Bauten in Südböhmen gehört. 1584 holte er die Jesuiten nach Krumau und ließ ihnen 1586–1588 ein großes Kolleggebäude errichten. Die Burg Krumau, auf der er residierte, wurde während seiner Herrschaft umfassend umgestaltet und zahlreiche Prunkräume der Oberen Burg neu ausgestattet. 1580 ließ er den Turm aufstocken und mit einem Renaissance-Arkadengang verbinden, und um 1590 errichtete er die Kleine Burg. Das in seinen Besitz befindliche Forbes erhob er zum Städtchen und in Libějovice ließ er die Feste zu einem Renaissance-Schloss umgestalten. Auf seiner Herrschaft Třeboň (Wittingau) forcierte er die Entwicklung der Karpfenzucht und errichtete den Rosenberg-Weiher.
Wilhelm wurde an der Seite seiner dritten Frau Anna Marie von Baden in der St.-Veith-Kirche in Krumau beigesetzt. Da er keine Nachkommen hinterließ, folgte ihm in der Regentschaft des Hauses Rosenberg sein jüngerer Bruder Peter Wok von Rosenberg. Mit diesem erlosch das Geschlecht der Rosenberger 1611.

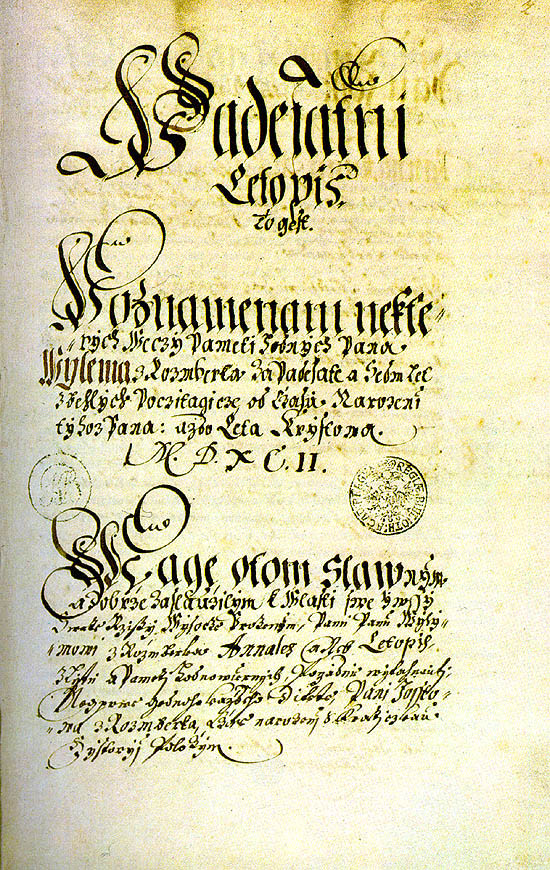
Březans Lebensbeschreibung des Wilhelm von Rosenberg – Titelblatt

Die von Václav Březan um 1609 in tschechischer Sprache verfasste Kurzfassung der Rosenbergischen Chronik (lateinisch „Compendium historiae rosenbergiacae extractum Anno Domini 1609 mense Novemb[ris] Třebonae“ und tschechisch als „Rosenberské kroniky krátký a summowuj wýtah“) enthält kurze Lebensbilder der beiden letzten Rosenberger Wilhelm und Peter Wok von Rosenberg.

## Familie
Obwohl Wilhelm viermal verheiratet war, blieben alle Ehen kinderlos. Durch seine Heirat mit deutschen Reichsfürstinnen erlangte er auch außerhalb Böhmens einen politischen Einfluss, der ihm bei seinen diplomatischen Bemühungen zugutekam. Seine Ehefrauen waren:
- Katarina von Braunschweig (* 1534; † 10. Mai 1559). Die Heirat fand am 28. Februar 1557 in Münden statt. Sie starb entweder in Karlsbad oder Teplitz und wurde in der Familiengruft der Rosenberger im Kloster Hohenfurth bestattet.
- Sophie von Brandenburg (* 14. Dezember 1541; † 27. Juni 1564), Enkelin des polnischen Königs Sigismund I. Die Heirat fand am 14. Dezember 1561 in Cölln bei Berlin statt. Sie starb in Krumau und wurde in der Hohenfurther Familiengruft bestattet.
- Anna Marie von Baden (* 22. Mai 1562; † 25. April 1583). Die Heirat mit der damals 15-Jährigen fand am 27. Januar 1578 statt. Anna Marie starb in Wittingau und wurde in der Kirche des Hl. Veit in Krumau[3] bestattet.
- Polyxena von Pernstein (* 1566; † 24. Mai 1642). Die Heirat fand am 11. Januar 1587 statt. Nach Wilhelms Tod vermählte sie sich mit Zdeněk Vojtěch von Lobkowicz.